# フォレックス・トレード
株式会社フォレックス・トレード（英名：Forex Trade Co,.Ltd.）は、かつて存在した日本のFX取引会社。クリック証券に吸収され、社名・サービス名とも消滅。旧商号はエキサイトFX株式会社。

## 会社概要
クリック証券100%子会社であった。
FX業界最後発組として参入。 旧エキサイトFX。
1クリックで発注可能な「スピード注文」を実装した取引ツール、iPhoneアプリや高機能携帯アプリなど先進的ツール多数あり。
即時出金サービスあり。三井住友銀行での100%信託保全。SaaS型ソフトウェアソリューションを利用したサービス『FTカスタマーコンシェルジュ』など、CS(顧客満足)面でも先進的なの試みも行っていた。2011年クリック証券に譲渡され消滅した。

## 沿革
- 2008年10月10日 - クリック証券がエキサイトより当社の全株式を取得
- 2009年 4月15日 - FX取引口座（商品名：アプローズFX）の口座募集を開始
- 2009年 5月11日 - 取引サービスを開始
- 2009年 6月12日 - FX高機能携帯アプリ「パルモリッチ」のサービスを開始
- 2009年 6月17日 - SBIホールディングスが提供する「Money look」に対応
- 2009年 8月17日 - 超高速注文機能「スピード注文」のサービスを開始
- 2009年 9月7日 - iPhone専用FXアプリ「iPalmo(アイパルモ)」をリリース
- 2009年10月13日 - 「FTカスタマーコンシェルジュ」をリリース
- 2009年10月24日 - カバー処理システム0.052秒から0.017秒に高速化
- 2009年 11月9日 - トレール決済注文機能を追加
- 2009年 11月9日 - レバレッジ2倍を追加。レバレッジ：400,300,200,100,50,20,10,5,2倍
- 2011年 4月1日 - FX取引事業を吸収分割の方法によりクリック証券に譲渡。